# Joshua Hook
Joshua Hook (Taree, 9 gennaio 1993) è un pilota motociclistico australiano.

## Carriera
Joshua Hook inizia la sua carriera nelle gare su sterrato nel 2005, a 12 anni, per poi passare alle gare su asfalto nel 2008, anno quando partecipa alla MRRDA National Series, classificandosi terzo in campionato. Nel 2009 e 2010 partecipa alla Red Bull Rookies Cup, ottenendo come miglior risultato un 5º posto a Jerez nel 2009 e classificandosi 19º nel 2009 (11 punti) e 12º nel 2010 (43 punti). Lo stesso anno effettua anche il suo debutto nel motomondiale partecipando come wild card al gran premio di casa nella classe 125 in sella ad una Aprilia. Termina la gara al 18º posto, non conquistando così punti validi per la classifica mondiale.
L'anno seguente Hook partecipa nuovamente alla tappa australiana del motomondiale come wild card in 125 su un'Aprilia, terminando questa volta la gara al 26º posto e non ottenendo nuovamente punti validi per la classifica mondiale. Nel 2013 partecipa al campionato australiano Superbike, terminando 5º in campionato, e partecipa come wild card alla gara australiana questa volta del mondiale Supersport. Giunge 17º al traguardo non ottenendo quindi punti per la classifica mondiale.
Nel 2015 Hook rimpiazza Dominique Aegerter (infortunato) per gli ultimi quattro gran premi della stagione in Moto2 con il team Technomag Racing Interwetten. Ottiene come miglior piazzamento un 20º posto in Australia, non ottenendo ancora punti validi per la classifica mondiale. Prima di ciò, nello stesso anno partecipa alla 8 Ore di Suzuka proprio in squadra con Aegerter e Kyle Smith in sella ad una Honda, terminando secondi in classifica generale.
Nel 2016 viene ingaggiato per correre nel mondiale Superbike dal team Grillini Racing su Kawasaki ZX-10R. A causa di un infortunio nei test invernali, è costretto a saltare i primi due round della stagione. In seguito al rientro, riesce ad ottenere i suoi primi punti mondiali arrivando 15º in entrambe le gare di Sepang. Malgrado ciò, viene licenziato dalla squadra proprio dopo il round malese. Si classifica quindi 31º in campionato con 2 punti.
Partecipa alla stagione 2017-2018 del campionato mondiale Endurance con il team F.C.C. TSR Honda France in squadra con i francesi Freddy Foray e Alan Techer, vincendo il campionato. Nel 2019 Hook viene ingaggiato dal team OCTO Pramac per partecipare alla prima coppa del mondo della classe MotoE della storia. Ottiene come miglior risultato un 7º posto in Austria e si classifica 13º in campionato con 28 punti. Per il 2020 resta nella stessa classe con lo stesso team. Ottiene il suo primo podio nel motomondiale riuscendo a conquistare il terzo gradino del podio nella gara 2 in Francia e si classifica quindi ottavo in campionato con 52 punti. Nel 2023 gareggia nel mondiale Endurance con il team Technical Sports Racing in equipaggio con Mike Di Meglio e Alan Techer.

## Risultati in gara

### Motomondiale

#### Classe 125
| 2010 | Classe | Moto    |  |  |  |  |  |  |  |  |    |  |  |  |  |  |  |    |  |  | Punti | Pos. |
| ---- | ------ | ------- |  |  |  |  |  |  |  |  | -- |  |  |  |  |  |  | -- |  |  | ----- | ---- |
| 2010 | 125    | Aprilia |  |  |  |  |  |  |  |  | NE |  |  |  |  |  |  | 18 |  |  | 0     |      |

| 2011 | Classe | Moto    |  |  |  |  |  |  |  |  |  |    |  |  |  |  |  |    |  |  | Punti | Pos. |
| ---- | ------ | ------- |  |  |  |  |  |  |  |  |  | -- |  |  |  |  |  | -- |  |  | ----- | ---- |
| 2011 | 125    | Aprilia |  |  |  |  |  |  |  |  |  | NE |  |  |  |  |  | 26 |  |  | 0     |      |

| Legenda | 1º posto        | 2º posto            | 3º posto            | A punti      | Senza punti        | Grassetto – Pole position Corsivo – Giro più veloce |
| Legenda | Gara non valida | Non qual./Non part. | Ritirato/Non class. | Squalificato | '-' Dato non disp. | Grassetto – Pole position Corsivo – Giro più veloce |

#### Moto2
| 2015 | Classe | Moto  |  |  |  |  |  |  |  |  |  |  |  |  |  |  |     |    |    |    | Punti | Pos. |
| ---- | ------ | ----- |  |  |  |  |  |  |  |  |  |  |  |  |  |  | --- | -- | -- | -- | ----- | ---- |
| 2015 | Moto2  | Kalex |  |  |  |  |  |  |  |  |  |  |  |  |  |  | Rit | 20 | 23 | 26 | 0     |      |

| Legenda | 1º posto        | 2º posto            | 3º posto            | A punti      | Senza punti        | Grassetto – Pole position Corsivo – Giro più veloce |
| Legenda | Gara non valida | Non qual./Non part. | Ritirato/Non class. | Squalificato | '-' Dato non disp. | Grassetto – Pole position Corsivo – Giro più veloce |

#### MotoE
| 2019 | Classe | Moto     |    |   |    |    |   |     |  |  |  | Punti | Pos. |
| ---- | ------ | -------- | -- | - | -- | -- | - | --- |  |  |  | ----- | ---- |
| 2019 | MotoE  | Energica | 15 | 7 | 10 | 12 | 8 | Rit |  |  |  | 28    | 13º  |

| 2020 | Classe | Moto     |   |   |    |   |     |   |   |  |  | Punti | Pos. |
| ---- | ------ | -------- | - | - | -- | - | --- | - | - |  |  | ----- | ---- |
| 2020 | MotoE  | Energica | 9 | 8 | 18 | 8 | Rit | 4 | 3 |  |  | 52    | 8º   |

| Legenda | 1º posto        | 2º posto            | 3º posto            | A punti      | Senza punti        | Grassetto – Pole position Corsivo – Giro più veloce |
| Legenda | Gara non valida | Non qual./Non part. | Ritirato/Non class. | Squalificato | '-' Dato non disp. | Grassetto – Pole position Corsivo – Giro più veloce |

### Campionato mondiale Supersport
| 2013 | Moto  |    |  |  |  |  |  |  |  |  |  |  |  |  |  | Punti | Pos. |
| ---- | ----- | -- |  |  |  |  |  |  |  |  |  |  |  |  |  | ----- | ---- |
| 2013 | Honda | 17 |  |  |  |  |  |  |  |  |  |  |  |  |  | 0     |      |

| Legenda | 1º posto        | 2º posto            | 3º posto           | A punti      | Senza punti        | Grassetto – Pole position Corsivo – Giro più veloce |
| Legenda | Gara non valida | Non qual./Non part. | Ritirato/Non class | Squalificato | '-' Dato non disp. | Grassetto – Pole position Corsivo – Giro più veloce |

### Campionato mondiale Superbike
| 2016 | Moto     |  |  |  |  |     |     |    |    |    |     |    |    |  |  |  |  |  |  |  |  |  |  |  |  |  |  |  |  | Punti | Pos. |
| ---- | -------- |  |  |  |  | --- | --- | -- | -- | -- | --- | -- | -- |  |  |  |  |  |  |  |  |  |  |  |  |  |  |  |  | ----- | ---- |
| 2016 | Kawasaki |  |  |  |  | Rit | Rit | 16 | NP | 17 | Rit | 15 | 15 |  |  |  |  |  |  |  |  |  |  |  |  |  |  |  |  | 2     | 31º  |

| Legenda | 1º posto        | 2º posto            | 3º posto           | A punti      | Senza punti        | Grassetto – Pole position Corsivo – Giro più veloce |
| Legenda | Gara non valida | Non qual./Non part. | Ritirato/Non class | Squalificato | '-' Dato non disp. | Grassetto – Pole position Corsivo – Giro più veloce |